# Казнокрадство
Казнокрадство — злочин, що полягає в крадіжці державних коштів і/або іншого державного майна. Казнокрадство в юриспруденції вважається застарілим терміном, але активно використовується в ЗМІ. Для позначення злочинів, пов'язаних з розкраданням державних коштів, використовуються терміни привласнення і розтрата.

Корупція і казнокрадство розглядаються як споріднені явища, що доповнюють один одного. При казнокрадстві на різних етапах відбувається дача хабарів державним службовцям, в чиї обов'язки входить контроль за витратою бюджетних коштів.